# Fabien Baussart

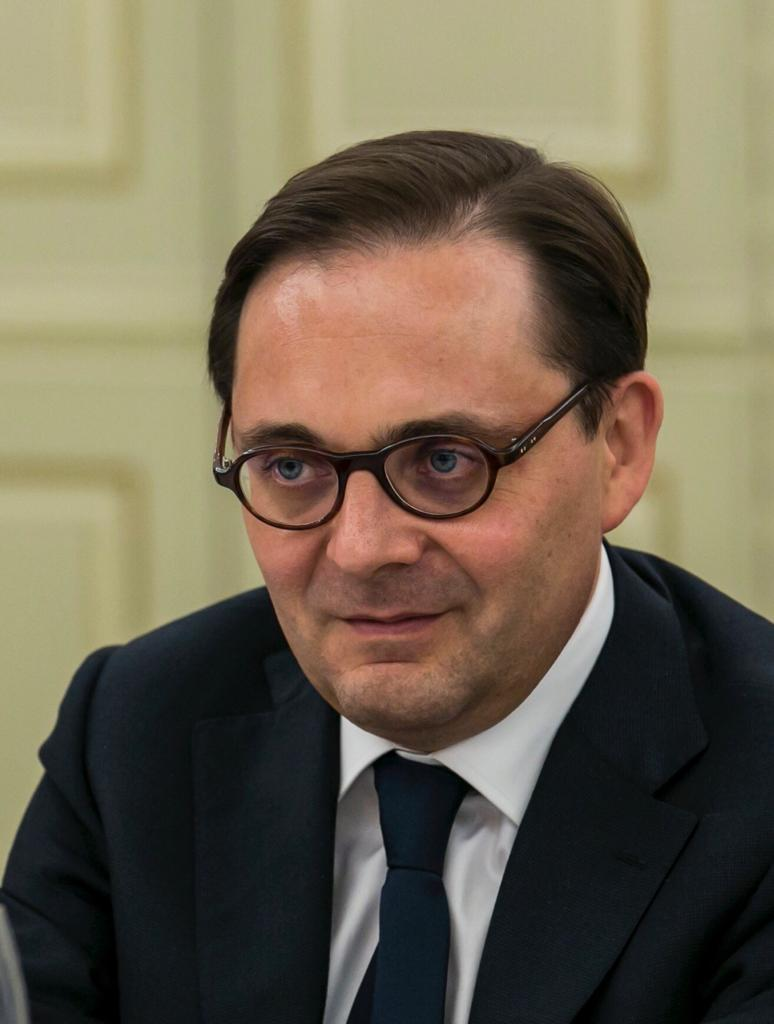
Fabien Baussart

Fabien Baussart (Parigi, 25 gennaio 1973) è un imprenditore e politico francese fondatore e presidente del think tank Centro per gli affari politici ed esteri (CPFA), che organizza eventi e discussioni su vari argomenti geopolitici intorno al mondo con personaggi politici di spicco come Zbigniew Brzezinski, Kofi Annan, José María Aznar, Mohamed ElBaradei e Al Gore.

## Biografia
Baussart è un uomo d'affari che ha investito in Russia, Ucraina e Kazakistan. Nel 2005 ha fondato la Xorus Press Inc. che ha pubblicato le edizioni francese e russa di Foreign Policy  e ha investito in vari media in Ucraina, Russia e Francia. Nel 2010 Baussart ha sponsorizzato una nuova rivista d'arte intitolata Le Monde de l'Art', lanciata a Parigi e diretta dallo scrittore Guillaume de Sardes. Ha anche sponsorizzato il KitSon Club, un think tank francese.
Fabien Baussart ha lavorato alla soluzione di varie crisi politiche, concentrandosi in particolare su Libia e Siria, facilitando i colloqui di pace tra i diversi protagonisti.
Nel 2015, come presidente del CPFA, ha avviato i colloqui di pace sulla Siria ad Astana con Randa Kassis facendo appello al primo presidente del Kazakistan Nursultan Nazarbayev.

## Iniziative

### Iniziativa di pace in Siria
Nel 2015 il CPFA ha fatto appello al presidente del Kazakistan, Nursultan Nazarbaev, affinché lanciasse una soluzione pacifica alla crisi e lanciasse una piattaforma politica che potesse riunire gli oppositori siriani moderati.
Le prime due riunioni sono state presiedute dal ministro degli esteri kazako Erlan Idrissov nel maggio 2015. Il secondo incontro è stato aperto dal Segretario di Stato del Kazakistan Gulshara Abdykhalikova e mediato da Fabien Baussart e dal viceministro degli esteri kazako Askar Mussinov. Gli incontri hanno portato alla firma di due risoluzioni da parte dei partecipanti, che hanno creato la piattaforma di Astana e hanno contribuito a spianare la strada al processo di pace ad Astana.
A febbraio e luglio 2017 il CPFA ha avviato discussioni a Ginevra con Randa Kassis per sviluppare un documento preparatorio per riformare la costituzione siriana. Quest'iniziativa è stata promossa durante la Conferenza nazionale di Soči nel gennaio 2018 da Randa Kassis nonostante le obiezioni del governo siriano e di parte dell'opposizione.

### Colloqui di pace - Kazakistan
Nel 2015, il CPFA ha lanciato un "Comitato dei saggi" che avrebbe affrontato varie questioni relative alla pace internazionale.Il comitato ha riunito diverse personalità politiche di spicco e premi Nobel per la pace, tra cui l'ex presidente israeliano Shimon Peres, l'ex vicepresidente egiziano e direttore generale dell'Agenzia internazionale per l'energia atomica Muhammad al-Barādeʿī, l'ex presidente della Polonia Lech Wałęsa, l'attivista guatemalteco per i diritti umani Rigoberta Menchú e il presidente dell'IPCC Rajendra Pachauri, ex presidente della Colombia Cesar Gaviria e l'ex primo ministro spagnolo Jose Luis Zapatero. Il Comitato si è riunito a Nur Sultan, in Kazakistan, dove è stato ricevuto dal Presidente Nazarbayev nel Palazzo presidenziale.

### Iniziativa di non proliferazione nucleare
Nel 2016 CPFA ha organizzato una conferenza sulla non proliferazione nucleare con i relatori ospiti Kofi Annan, Bronisław Komorowski, Jack Straw, Yaşar Yakış e Giulio Terzi di Sant'Agata.